# Sofia Papamichalopulos
Sofia Papamichalopulos (Σοφία Παπαμιχαλοπούλου, ur. 5 kwietnia 1990 w Atenach) – cypryjska narciarka alpejska. Zajęła 72. miejsce w slalomie gigancie i 51. miejsce w slalomie na Mistrzostwach Juniorów 2007. Wystąpiła na Zimowych Igrzyskach Olimpijskich 2010 w Vancouver, gdzie zajęła 55. miejsce w slalomie gigancie i 53. miejsce w slalomie. Należy do klubu Nicosia Ski Club.

## Wyniki olimpijskie
| Igrzyska       | Konkurencja          | Czas    | Wynik |
| -------------- | -------------------- | ------- | ----- |
| Vancouver 2010 | Slalom gigant kobiet | 2:51.86 | 55    |
| Vancouver 2010 | Slalom kobiet        | 2:05.18 | 53    |